# XMMS
Chronologie des versions
XMMS2
XMMS (X Multimedia System) est un lecteur audio libre similaire à Winamp, fonctionnant sous de nombreux systèmes d'exploitation de la famille Unix.

## Historique
XMMS fut originellement codé sous le nom de X11Amp par Peter et Mikal Alm en novembre 1997, pour combler le « manque de bons lecteurs MP3 pour Linux ». Le lecteur fut codé pour ressembler à Winamp, et fut pour la première fois rendu public en mai de cette année. De fait, XMMS a supporté depuis sa sortie les skins de Winamp. Bien que les premières versions furent faites sous une licence qui ne procurait aucun accès au code source du programme, XMMS est maintenant publié sous la licence publique GNU.
Le 10 juin 1999, la société 4Front Technologie décida de commanditer le développement de X11Amp et le projet fut renommé XMMS — acronyme pour X Multimedia System. La majorité des utilisateurs de XMMS crurent que ceci signifiait X11 Multimedia System, ou X-Window Multimedia System, tandis que l'interprétation correcte du « X » dans XMMS est Cross-platform (en français, « multi-plateforme »).

## Critiques
XMMS continua d'utiliser une ancienne version du toolkit GTK+ des années après qu'une version mise à jour fut rendue disponible. La raison principale de cette réticence à passer à une version supérieure fut que la majorité des plugins XMMS dépendaient d'une version ancienne de GTK pour fonctionner correctement. La majorité des développeurs de logiciels considéraient aussi que le code de XMMS était très mal conçu et difficile d'accès pour la maintenance. Ces facteurs conduisirent à différents forks :
- Beep Media Player, un fork du code de XMMS qui utilise GTK+ 2, projet commencé en 2003. Une réécriture est en cours, l'application se nomme BMPx, mais elle s'est passablement éloignée des concepts d'XMMS. Beep Media player a donc lui-même été forké, sous le nom d'Audacious Media Player.
- Un fork basé sur GTK+ 2 nommé XMMS2, de Mohammed Sameer. Ce projet a depuis été abandonné ;
- Le projet XMMS2, une reconception totale de XMMS par l'un de ses auteurs originaux, Peter Alm. Projet commencé à la fin de 2002.

## Caractéristiques
XMMS permet actuellement de lire les formats audio et vidéo suivants :
- les CD audio, avec mise à jour des titres des pistes par la CDDB, via une recherche FreeDB ;
- les formats pris en charge par la bibliothèque libmikmod (incluant les fichiers d'extension .XM, .MOD, IT) ;
- les fichiers de format MPEG 1, 2 et 3 ;
- les flux réseaux en streaming Icecast et SHOUTcast ;
- Ogg Vorbis ;
- WAV ;
- Wavpack dont la prise en charge est fournie par un plugin tiers ;
- speex une compression vocale de haute qualité via un plugin tiers ;
- FLAC dont la prise en charge est fournie par un plugin de la bibliothèque FLAC ;
- AAC prise en charge fournie par la bibliothèque faad2, permettant la lecture des fichiers m4a ;
- WMA prise en charge limitée fournie par un plugin tiers.